# El Meridj
El Meridj è un comune dell'Algeria, situato nella provincia di Tébessa.